# Bermann Irma
Bermann Irma, Berman (Besztercebánya, 1869 – Budapest, Kőbánya, 1946. december 20.) színésznő.

## Élete
Szülei Berman Guidó postamester és Szeidl Anna. Az 1901/1902-es évadban Krémer Sándor társulatában játszott, később hozzáment feleségül és visszavonult a színpadtól. Ezután mint családanya tevékenykedett és a társulat gazdasági ügyeit irányította. Krémer Sándortól négy gyermeke született: Sándor, Ferenc, Lajos és Manci. Később Szabadkay József felesége lett, aki gyermekeit is felnevelte. Halálát tüdőgümőkór okozta.

## Galéria

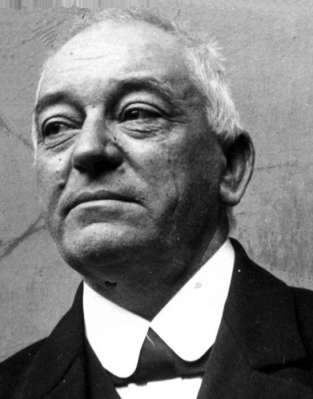
Első férje Krémer Sándor
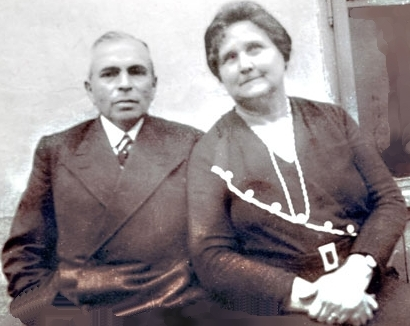
Második férjével Szabadkay Józseffel
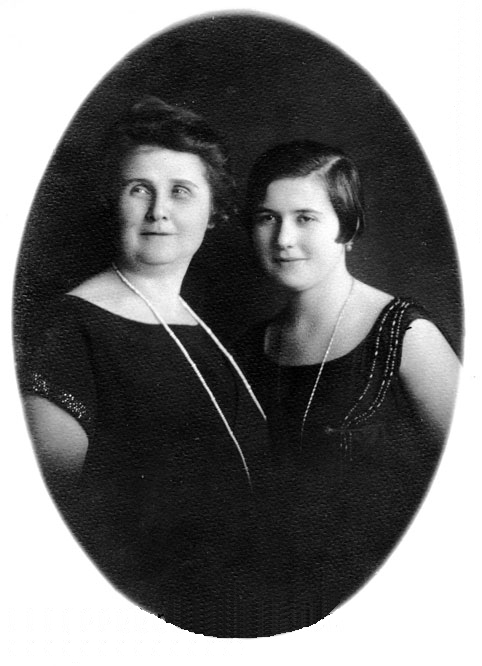
Leányával Krémer Mancival
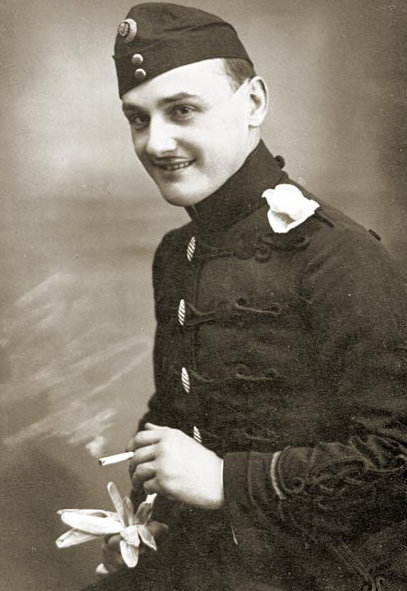
Fia, Krémer Ferenc
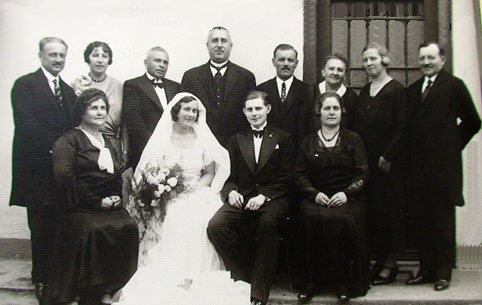
Manci esküvőjén. Ülő sor balról Bermann Irma, Krémer Manci, a férj Szűcs Kálmán. Álló sorban balról a harmadik Szabadkay József